# Lilian Austin (Rose)
Die Rosensorte ‘Lilian Austin’ (syn. ‘AUSmound’, ‘AUSli’) ist eine lachsrosafarbene, öfterblühende Strauchrose, die von David Austin 1973 in Großbritannien eingeführt wurde. Gezüchtet wurde die Rose aus einer Kreuzung der rosafarbenen Teehybride ‘Aloha’ und der orange-rosafarbenen Strauchrose ‘The Yeoman’ (‘AUSyeo’). Lilian Austin gehört zur ‘Aloha’-Untergruppe der Englischen Rosen.

## Ausbildung

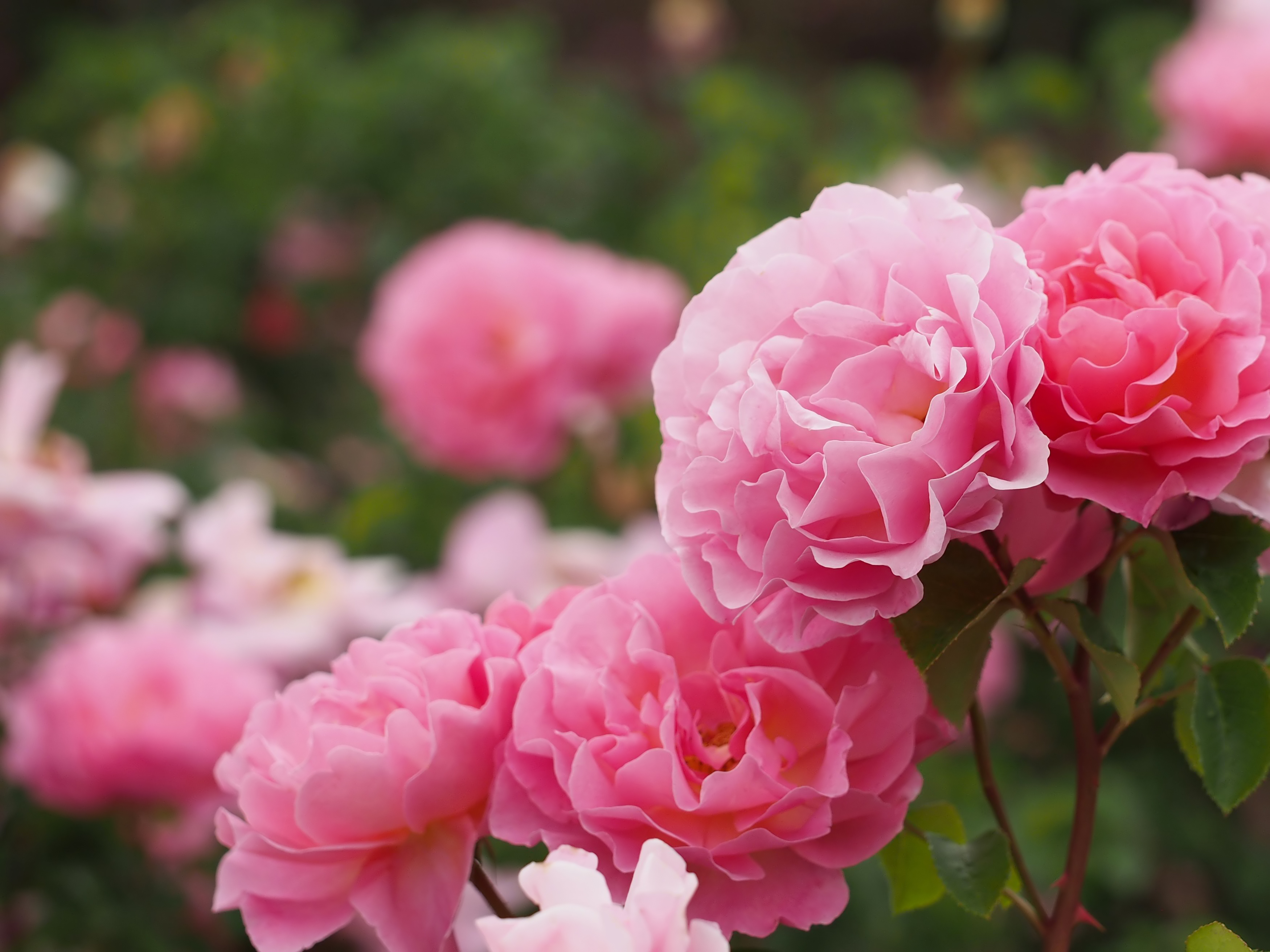
‘Lilian Austin’ in voller Blüte

Die buschig wachsende, stark verzweigte Rosensorte ‘Lilian Austin’ bildet einen flachen, kompakten kräftigen Strauch. Die Rosenpflanze wird etwa 100 cm hoch und 150 cm breit. In warmen Klimaten lassen sich die stärker rankenden Triebe zu einer niedrigen Kletterrose ziehen.
Die einzeln, mitunter auch in kleinen Büscheln angeordneten, lachsrosa gefärbten Blüten aus 33 gekräuselten Petalen bilden eine etwa 9 cm große schalenförmige, angenehm duftende Blüte aus. Nach dem Aufblühen werden die gelben Staubgefäße in der Mitte der locker angeordneten Blüte sichtbar. Die Rose besitzt üppiges, dunkelgrünes, matt glänzendes Laub.
Die remontierende Rose ist winterhart (USDA-Klimazone 6b bis 10b). Sie blüht anhaltend die ganze Saison bis in den Herbst und ist resistent gegenüber den bekannten Rosenkrankheiten. Die Rose eignet sich hervorragend zur Randbepflanzung von niedrigen Blumenrabatten und als niedriger Rosenstrauch in Bauerngärten.
Die Rosensorte ‘Lilian Austin’ wird in zahlreichen Rosarien und Gärten der der Welt, unter anderem im Trevor Griffiths Rose Garden, New York Botanical Garden, San Jose Heritage Rose Garden, Victorian Rose Garden und im Europa-Rosarium Sangerhausen gezeigt.
David Austin verwendete diese Rose zur Züchtung von mehreren Englischen Rosen, unter anderem von ‘English Garden’ (1986), ‘The Prince’ (1990)  oder ‘Othello’ (1986).

## Namensgebung
Die Rose wurde nach der Mutter der Rosenzüchters, Lilian Austin benannt.